# 任頤
任 頤（じん い、Ren Yi、1840年 - 1895年）は、清末の画家。もとの名は潤。字は伯年。

## 生涯
浙江省紹興府山陰県航塢山の農村に生まれる。父の任鶴声（淞雲）と伯父の任熊（渭長）・任薫（阜長）も画家だった。任頤も幼時から画を善くし、民間の版画から大きな影響を受けた。15〜16歳の時から松江で絵を売るようになった。任熊の作品を模写して売っていたところ、任熊に見つかってしまったが、怒られるどころか才能を称賛されて弟子に招かれたという逸話が残っている。
1861年、太平天国軍が紹興に進攻してくると、これに参加し、旗手となった。1864年、太平天国の都の天京（南京）が陥落すると故郷に戻った。その後寧波に移り、万後丞（个亭）・陳政鋭（朶峰）・謝輔濂（廉始）・任薫らと交わった。1868年、任薫とともに蘇州に行き、画家の胡遠（公寿）・沙馥（山春）と交わった。
この年の冬から上海に定住し、「古香室」という扇子店を開き、虚谷・張熊・高邕らの画家やコレクターの毛樹徴と友人となった。1883年に高邕の紹介で呉昌碩と知り合った。1887年に『任伯年先生真跡画譜』を出版し大きな反響を得た。1895年、肺炎で死去。

## 作品
花鳥画・人物画・山水画を得意とし、作風は中国の伝統画法・民間画法と西洋画のクロッキーと彩色法を融合させたものであった。その画風は清末の江南一帯に大きな影響を与え、海派の第一人者とみなされた。
1880年代は創作の全盛期で隠喩の手法を用いて深刻な社会問題をえぐりだした。1890年代になると花鳥画が多くなり、思想性は影をひそめたが、大胆かつ簡潔に自然を描いて練達の域に達した。